# 鯉のぼり (弘田龍太郎)
『鯉のぼり』（こいのぼり）は童謡。文部省唱歌。作詞は不詳で、作曲については弘田龍太郎との説が流布している（「楽曲」で解説）。

## 概要
こいのぼりの雄大さをたたえ、男児がこいのぼりのように雄大に成長するようにという願望を歌っている。歌詞中の甍（いらか）とは瓦のことであり、「竜になりぬべき」というのは鯉が滝を登って竜門をくぐると竜になるという伝説から来ている。作曲家の佐藤愛によれば、この歌詞は明治時代後期の東京の風景を表現したものである。
1913年（大正2年）に刊行された『尋常小学唱歌　第五学年用』が初出である。
全編七五調の文語体であるため、最近は口語体の「♪屋根より高い…」で始まる『こいのぼり』のほうがよく歌われ、この歌はあまり歌われなくなっている。

## 歌詞
四行詩3連の構成をとっており、すべての行が七五調である。古語が多数含まれる歌詞は子供たちにとってなじみが薄く、口語表現に慣れた現代日本人にとっても「甍」、「中空」（なかぞら）などの文語表現は難解である。
1. 甍（いらか）の波と雲の波、
重なる波の中空（なかぞら）を、
橘（たちばな）かおる朝風に、
高く泳ぐや、鯉のぼり。
2. 開ける広き其の口に、
舟をも呑（の）まん様（さま）見えて、
ゆたかに振（ふる）う尾鰭（おひれ）には、
物に動ぜぬ姿あり。
3. 百瀬（ももせ）の滝を登りなば、
忽（たちま）ち竜になりぬべき、
わが身に似よや男子（おのこご）と、
空に躍るや鯉のぼり。

## 楽曲
ヘ長調、4分の4拍子、全16小節の楽曲で、うち半分の小節で、付点8分音符と16分音符からなるスキップのリズムが1小節中に2拍分登場する。ヘ長調の導音（ホ）と終止を省き、旋律に力強さを出している。14小節目を例外として、4分休符が2小節ごとに1回、規則正しく配置されている。
弘田龍太郎の作曲とする説が流布しているが、当時の文部省唱歌は複数の音楽家による合議で制作するのが一般的であったため、弘田個人の作品であるかは不明である。弘田作曲説の根拠は、弘田本人がサトウ・ハチローに自身が東京音楽学校2年のときに勧められて作ったと語ったことによるもので、これが正しいとすれば、作曲は1911年（明治44年）度となる。弘田の故郷である高知県安芸市では、「童謡の里づくり」の一環として複数の弘田作品の歌碑を設置しており、そのうちの1つ（第8号）として「鯉のぼり」の碑を建立している。

## 評価
作曲家の團伊玖磨は「リズムが跳ねているだけの、つまらぬ曲」、サトウ・ハチローは「よいウタと言えない例の一つです。（中略）一番おしまいの鯉のぼりというコトバがなければ、何のウタだか、子供達には、さっぱりわかりません」という評価を述べている。これらに対して、本作品について調査をおこなった宮田知絵は「日本の古来からの文化と伝統の融合、愛と祈り、と言った深い観点からこれらの曲を眺めれば、おのずからその評価は違ったものとなるだろう。」という見解を示した。